# Finn Kobberø
Finn Kobberø (* 13. März 1936 in Kopenhagen; † 21. Januar 2009 ebenda) war ein dänischer Badmintonspieler.

## Sportliche Karriere
Finn Kobberø gilt als einer der bedeutendsten Doppel- und Mixedspieler aller Zeiten. Die inoffiziellen Weltmeisterschaften, die All England, gewann er 15 Mal. Er sammelte in seiner Laufbahn unzählige weitere Titel national und in aller Welt. Er war unter anderem in den USA, in Schweden, Kanada, Norwegen und Frankreich erfolgreich.

## Sportliche Erfolge
| Saison    | Veranstaltung                                        | Disziplin    | Platz | Name                                                       |
| --------- | ---------------------------------------------------- | ------------ | ----- | ---------------------------------------------------------- |
| 1950/1951 | Dänemark: Einzelmeisterschaften der Junioren U17     | Herreneinzel | 1     | Finn Kobberø, KBK                                          |
| 1951/1952 | Dänemark: Einzelmeisterschaften der Junioren U17     | Herreneinzel | 1     | Finn Kobberø, KBK                                          |
| 1952/1953 | Dänemark: Einzelmeisterschaften der Junioren U19     | Herreneinzel | 1     | Finn Kobberø, København BK                                 |
| 1953/1954 | Dänemark: Einzelmeisterschaften                      | Mixed        | 1     | Finn Kobberø / Inge Birgit Anker Hansen, Københavns BK     |
| 1953/1954 | Dänemark: Einzelmeisterschaften der Junioren U19     | Herreneinzel | 1     | Finn Kobberø, København BK                                 |
| 1954      | All England                                          | Mixed        | 2     | Finn Kobberø / Inge Birgit Hansen                          |
| 1954/1955 | Dänemark: Einzelmeisterschaften                      | Herreneinzel | 1     | Finn Kobberø, Københavns BK                                |
| 1954/1955 | Dänemark: Einzelmeisterschaften                      | Herrendoppel | 1     | Finn Kobberø / Jørgen Hammergaard Hansen, Københavns BK    |
| 1955      | All England                                          | Herrendoppel | 1     | Finn Kobberø / Jørgen H. Hansen                            |
| 1955      | All England                                          | Mixed        | 1     | Finn Kobberø / Kirsten Thorndahl                           |
| 1955      | Norwegen: Internationale Meisterschaften             | Herreneinzel | 1     | Finn Kobberø                                               |
| 1955      | Norwegen: Internationale Meisterschaften             | Herrendoppel | 1     | Finn Kobberø / Jørgen Hammergaard Hansen                   |
| 1955/1956 | Dänemark: Internationale Meisterschaften             | Herreneinzel | 1     | Finn Kobberø                                               |
| 1955/1956 | Dänemark: Internationale Meisterschaften             | Herrendoppel | 1     | Jørgen Hammergaard Hansen / Finn Kobberø                   |
| 1956      | All England                                          | Herrendoppel | 1     | Finn Kobberø / Jørgen Hammergaard Hansen                   |
| 1956      | All England                                          | Herreneinzel | 2     | Finn Kobberø                                               |
| 1956      | US Open/National                                     | Mixed        | 1     | Finn Kobberø / Judy Devlin                                 |
| 1956      | US Open/National                                     | Herreneinzel | 1     | Finn Kobberø                                               |
| 1956      | US Open/National                                     | Herrendoppel | 1     | Finn Kobberø / Jørgen Hammergaard Hansen                   |
| 1956      | Norwegen: Internationale Meisterschaften             | Herreneinzel | 1     | Finn Kobberø                                               |
| 1956      | Norwegen: Internationale Meisterschaften             | Herrendoppel | 1     | Finn Kobberø / Jørgen Hammergaard Hansen                   |
| 1956/1957 | Dänemark: Einzelmeisterschaften                      | Mixed        | 1     | Finn Kobberø / Lis Hagen Olsen, Københavns BK              |
| 1956/1957 | Dänemark: Einzelmeisterschaften                      | Herrendoppel | 1     | Finn Kobberø / Jørgen Hammergaard Hansen, Københavns BK    |
| 1956/1957 | Dänemark: Einzelmeisterschaften                      | Herreneinzel | 1     | Finn Kobberø, Københavns BK                                |
| 1957      | US Open/National                                     | Herreneinzel | 1     | Finn Kobberø                                               |
| 1957      | US Open/National                                     | Herrendoppel | 1     | Finn Kobberø / Jørgen Hammergaard Hansen                   |
| 1957      | All England                                          | Mixed        | 1     | Finn Kobberø / Kirsten Thorndahl                           |
| 1957      | Schweden: Internationale Meisterschaften             | Herreneinzel | 1     | Finn Kobberø                                               |
| 1957      | Schweden: Internationale Meisterschaften             | Herrendoppel | 1     | Jørgen Hammergaard-Hansen / Finn Kobberø                   |
| 1957      | US Open/National                                     | Mixed        | 1     | Finn Kobberø / Judy Devlin                                 |
| 1957/1958 | Dänemark: Einzelmeisterschaften                      | Herreneinzel | 1     | Finn Kobberø, Københavns BK                                |
| 1957/1958 | Dänemark: Einzelmeisterschaften                      | Mixed        | 1     | Finn Kobberø / Lis Hagen Olsen, Københavns BK              |
| 1957/1958 | Dänemark: Einzelmeisterschaften                      | Herrendoppel | 1     | Finn Kobberø / Jørgen Hammergaard Hansen, Københavns BK    |
| 1958      | Schweden: Internationale Meisterschaften             | Herreneinzel | 1     | Finn Kobberø                                               |
| 1958      | All England                                          | Mixed        | 2     | Finn Kobberø / A. Winter                                   |
| 1958      | US Open/National                                     | Mixed        | 1     | Finn Kobberø / Anni Hammergaard Hansen                     |
| 1958      | US Open/National                                     | Herrendoppel | 1     | Finn Kobberø / Jørgen Hammergaard Hansen                   |
| 1958      | All England                                          | Herrendoppel | 2     | Finn Kobberø / Jørgen H. Hansen                            |
| 1958      | All England                                          | Herreneinzel | 2     | Finn Kobberø                                               |
| 1958/1959 | Dänemark: Einzelmeisterschaften                      | Herrendoppel | 1     | Finn Kobberø / Bent Albertsen, Københavns BK               |
| 1959/1960 | Dänemark: Einzelmeisterschaften                      | Herrendoppel | 1     | Finn Kobberø / Bent Albertsen, Københavns BK               |
| 1959/1960 | Dänemark: Einzelmeisterschaften                      | Mixed        | 1     | Finn Kobberø, Københavns BK / Kirsten Thorndahl, Amager BC |
| 1959/1960 | Dänemark: Einzelmeisterschaften                      | Herreneinzel | 1     | Finn Kobberø, Københavns BK                                |
| 1960      | Swedish Open                                         | Herrendoppel | 1     | Finn Kobberø / Poul-Erik Nielsen                           |
| 1960      | All England                                          | Mixed        | 1     | Finn Kobberø / Kirsten Granlund                            |
| 1960      | All England                                          | Herrendoppel | 1     | Finn Kobberø / Poul Erik Nielsen                           |
| 1960      | Kanada: Nationale und Internationale Meisterschaften | Mixed        | 1     | Finn Kobberø / Jean Miller                                 |
| 1960      | US Open/National                                     | Herrendoppel | 1     | Finn Kobberø / Charoen Wattanasin                          |
| 1960      | US Open/National                                     | Mixed        | 1     | Finn Kobberø / Margaret Varner                             |
| 1961      | All England                                          | Herreneinzel | 2     | Finn Kobberø                                               |
| 1961      | French Open                                          | Herrendoppel | 1     | Finn Kobberø / Erland Kops                                 |
| 1961      | All England                                          | Herrendoppel | 1     | Finn Kobberø / Jørgen Hammergaard Hansen                   |
| 1961      | Kanada: Nationale und Internationale Meisterschaften | Mixed        | 1     | Finn Kobberø / Jean Miller                                 |
| 1961      | Kanada: Nationale und Internationale Meisterschaften | Herrendoppel | 1     | Finn Kobberø / Jørgen Hammergaard Hansen                   |
| 1961      | All England                                          | Mixed        | 1     | Finn Kobberø / Kirsten Granlund                            |
| 1961/1962 | Dänemark: Einzelmeisterschaften                      | Mixed        | 1     | Finn Kobberø, Københavns BK / Kirsten Thorndahl, Valby BC  |
| 1961/1962 | Dänemark: Einzelmeisterschaften                      | Herrendoppel | 1     | Finn Kobberø / Jørgen Hammergaard Hansen, Københavns BK    |
| 1961/1962 | Deutschland: Internationale Meisterschaften          | Herrendoppel | 1     | Finn Kobberø / Jørgen Hammergaard Hansen                   |
| 1961/1962 | Deutschland: Internationale Meisterschaften          | Mixed        | 1     | Finn Kobberø / Hanne Andersen                              |
| 1962      | All England                                          | Herrendoppel | 1     | Finn Kobberø / Jørgen Hammergaard Hansen                   |
| 1962      | All England                                          | Mixed        | 1     | Finn Kobberø / Ulla Rasmussen                              |
| 1962      | French Open                                          | Herrendoppel | 1     | Finn Kobberø / Bengt Nielsen                               |
| 1962      | French Open                                          | Mixed        | 1     | Finn Kobberø / Tan Gaik Bee                                |
| 1962      | Schweden: Internationale Meisterschaften             | Mixed        | 1     | Finn Kobberø / Anni Hammergaard Hansen                     |
| 1962      | Schweden: Internationale Meisterschaften             | Herrendoppel | 1     | Jørgen Hammergaard Hansen / Finn Kobberø                   |
| 1962      | Paris International                                  | Herreneinzel | 1     | Finn Kobberø                                               |
| 1962/1963 | Dänemark: Einzelmeisterschaften                      | Herrendoppel | 1     | Finn Kobberø / Jørgen Hammergaard Hansen, Københavns BK    |
| 1962/1963 | Dänemark: Einzelmeisterschaften                      | Mixed        | 1     | Finn Kobberø / Anne Flindt, Københavns BK                  |
| 1963      | All England                                          | Herrendoppel | 1     | Finn Kobberø / Jørgen Hammergaard Hansen                   |
| 1963      | All England                                          | Mixed        | 1     | Finn Kobberø / Ulla Rasmussen                              |
| 1963/1964 | Dänemark: Einzelmeisterschaften                      | Herrendoppel | 1     | Finn Kobberø / Jørgen Hammergaard Hansen, Københavns BK    |
| 1963/1964 | Dänemark: Einzelmeisterschaften                      | Mixed        | 1     | Finn Kobberø / Ulla Rasmussen, Københavns BK               |
| 1963/1964 | Deutschland: Internationale Meisterschaften          | Mixed        | 1     | Finn Kobberø / Bente Flindt                                |
| 1964      | All England                                          | Mixed        | 2     | Finn Kobberø / Ulla Strand                                 |
| 1964      | Nordische Meisterschaften                            | Mixed        | 1     | Finn Kobberø / Ulla Rasmussen                              |
| 1964      | All England                                          | Herrendoppel | 1     | Finn Kobberø / Jørgen Hammergaard Hansen                   |
| 1964      | Schweden: Internationale Meisterschaften             | Mixed        | 1     | Finn Kobberø / Anne Flindt                                 |
| 1964      | Schweden: Internationale Meisterschaften             | Herrendoppel | 1     | Jørgen Hammergaard-Hansen / Finn Kobberø                   |
| 1964/1965 | Dänemark: Einzelmeisterschaften                      | Mixed        | 1     | Finn Kobberø / Ulla Rasmussen, Københavns BK               |
| 1965      | All England                                          | Mixed        | 1     | Finn Kobberø / Ulla Strand                                 |
| 1965/1966 | Dänemark: Einzelmeisterschaften                      | Herrendoppel | 1     | Finn Kobberø / Jørgen Hammergaard Hansen, Københavns BK    |
| 1965/1966 | Dänemark: Einzelmeisterschaften                      | Mixed        | 1     | Finn Kobberø / Ulla Strand, Københavns BK                  |
| 1965/1966 | Dänemark: Internationale Meisterschaften             | Mixed        | 1     | Finn Kobberø / Ulla Strand                                 |
| 1966      | All England                                          | Herrendoppel | 2     | Finn Kobberø / Jørgen H. Hansen                            |
| 1966      | All England                                          | Mixed        | 1     | Finn Kobberø / Ulla Strand                                 |